# Massacro di Erfurt
Il massacro di Erfurt (in tedesco: Amoklauf von Erfurt) è stato un massacro svoltosi nel Gutenberg Gymnasium di Erfurt, Germania il 26 aprile 2002.

## Cause
Il responsabile fu un ex allievo dell'istituto, Robert Steinhäuser, classe 1983 espulso dalla scuola nell'ottobre 2001 a causa della falsificazione di un certificato medico. L'espulsione, secondo la legislazione della Turingia, lo lasciò senza alcuna qualifica, rendendo più difficile ottenere un impiego.

## Massacro
Il 26 aprile 2002 Steinhäuser si è armato di una Glock 17 9 mm e di un Mossberg 500. Direttosi agli spogliatoi dell'istituto, si è cambiato d'abito, utilizzando un vestito simile a quelli utilizzati dai ninja del Giappone feudale. Alle 10:58 circa è iniziata la sparatoria: passando da una classe all'altra Steinhäuser ha sparato mirando agli insegnanti e al personale scolastico, uccidendo in totale 12 docenti e un segretario. Secondo le testimonianze egli ha ignorato gli studenti, nonostante due di essi siano stati accidentalmente uccisi durante la strage. All'arrivo della polizia, Steinhäuser si è affacciato ad una finestra della scuola, sparando ad un poliziotto, morto sul colpo; in seguito un insegnante, Rainer Heise, ha tentato di approcciarlo per poi chiuderlo in una stanza per impedire che continuasse la strage. Lo studente tuttavia si è suicidato nella stessa stanza.

## Conseguenze e reazioni
La famiglia di Steinhäuser ha porto le proprie scuse per ciò che aveva fatto lo studente.
Le ultime parole di Steinhäuser (Für heute reicht's ossia: È sufficiente per oggi) sono state utilizzate come titolo per un libro scritto sulla tragedia da Ines Geipel. Il libro riguarda principalmente l'errore di valutazione della polizia che decise di riprendere la scuola piano per piano ritenendo che gli attentatori fossero due.